# Nina Palmieri
Giovanna Palmieri, detta Nina (Avezzano, 26 marzo 1976), è una giornalista, conduttrice televisiva e autrice televisiva italiana.

## Biografia
Cresciuta in Abruzzo, nella Marsica ha studiato al liceo scientifico e si è laureata in storia del cinema nel 2000 all'Università di Roma "La Sapienza"; si è poi trasferita a Milano per un master in giornalismo all'Università Cattolica del Sacro Cuore, conseguito nel 2002. Nel 2003 inizia la carriera da giornalista professionista, e dopo una serie di collaborazioni radiofoniche con varie testate giornalistiche diviene giornalista professionista nello stesso anno. Ha da subito cominciato a lavorare come autrice e regista del piccolo schermo collaborando con il regista e produttore Claudio Canepari alla realizzazione di diversi programmi come Invisibili (Italia 1), Campo de' Fiori (Rai 3), fino alle cinque edizioni de I viaggi Di Nina (LA7), una docu-serie girata in soggettiva di cui era autrice, regista e voce narrante. 
Nel 2010 pubblica il suo primo libro Ragazze che amano ragazze, ideato dopo l'esperienza de I viaggi di Nina. Nel 2011 compare per la prima volta come conduttrice in due edizioni nel programma Sex Education Show di cui è anche autrice. Un anno dopo inizia a lavorare per alcuni programmi di Italia 1 che la faranno conoscere al grande pubblico come Le Iene e lo spin-off XLove. Nel 2016 pubblica il secondo libro Liberasempre. Storia vera di Ayse Durcut. 
L'anno successivo, dalla relazione con il surfista soprannominato Thor, ha una figlia, Amanda.
Nel 2021 conduce il dating show Naked Attraction, versione italiana dell'omonimo programma prodotto da Discovery+.
Si è impegnata nella tutela dei diritti, in particolare delle donne e delle persone più deboli come nel caso dell'anziano Carlo Gilardi forzatamente ricoverato in una residenza sanitaria assistenziale o nel caso di stalkeraggio di Ljuba vittima del suo ex fidanzato.
Poiché vive in Spagna ma lavora in Italia e si divide tra i due Paesi usa definirsi una vera pendolare.

## Televisione

### Conduttrice
- I viaggi di Nina (LA7, 2006)
- Sex Education Show (Fox Life, 2011-2012)
- Le Iene (Italia 1, dal 2013)[4]
- XLove (Italia 1, 2014-2015)
- Naked Attraction (Discovery+, dal 2021)
- Le Iene presentano: Inside (Italia 1, dal 2022)

### Autrice
- Campo de' fiori (Rai 3, 2003)
- I viaggi di Nina (LA7, 2006)
- Sex Education Show (Fox Life, 2011-2012)

## Opere
- Ragazze che amano ragazze, Mondadori, 2010. ISBN 8804602031
- Liberasempre. Storia vera di Ayse Durcut, Mondadori, 2016. ISBN 8804663804 [5]